# Борнуково (Пильнинский район)
Борнуково — деревня в Пильнинском районе Нижегородской области. Входит в состав Тенекаевского сельсовета.

## История
В селе родился будущий Герой Советского Союза Антонов Владимир.